# 八达岭站
八达岭站是京包铁路（原京张铁路）上的一个小火车站，位于北京市境内八达岭附近。旁边即为中国最著名的旅游景点长城。为中国铁路北京局集团的四等站。本站最初为1960年关沟段增建二线时增设的73公里线路所，1979年加设旅客站台，成为八达岭站。